# 5573 Hilarydownes
5573 Hilarydownes è un asteroide della fascia principale. Scoperto nel 1981, presenta un'orbita caratterizzata da un semiasse maggiore pari a 2,5912169 au e da un'eccentricità di 0,2905847, inclinata di 11,20419° rispetto all'eclittica.